# Tina Knowles
Tina Lawson, mieux connue sous le nom de Tina Knowles, née Celestine Beyoncé ou Celestine Ann Beyincé le 4 janvier 1954 à Galveston au Texas, est une créatrice de mode américaine connue pour sa société et maison de couture House of Deréon. Elle reste cependant et principalement connue pour être la mère des chanteuses Beyoncé Knowles et Solange Knowles ainsi que pour être l'ex-épouse de Mathew Knowles, ancien manageur du groupe Destiny's Child et également de Beyoncé jusqu'en 2011.

## Vie et carrière
Celestine Beyoncé ou Celestine Ann Beyincé est née à Galveston en 1954. Tina est la fille d'Agnéz Deréon (elle-même fille d'Eugène Gustave Eugenie DeRouen) et de Lumis Albert Beyincé (lui-même fils d'Alexandre Boyancé ). Elle est d'origine créole de Louisiane. Sa mère est couturière et son père docker,. Elle est la cadette de leurs sept enfants.
Âgée de 19 ans, Tina Knowles déménage en Californie pour travailler comme maquilleuse pour la société Shiseido. Elle doit revenir au Texas un an plus tard lorsque ses parents tombent malades.
Propriétaire d'un salon de coiffure à Houston, Tina Knowles a été la couturière et styliste des membres du groupe qui allait devenir Destiny's Child,. Quand les finances étaient limitées, avant que Beyoncé ne devienne connue, elle créait des tenues que les membres portaient sur scène et lors d’évènements. Au début des années 1990, Kelly Rowland intègre le groupe et commence à vivre chez les Knowles.
Tina Knowles suggère le nom de groupe « Destiny » après avoir trouvé une photo des filles dans sa bible ; il devient « Destiny's child » car d'autres groupes étaient nommés « Destiny », en 1995, lorsque Mathew Knowles négocie un contrat d'enregistrement avec Columbia Records.
En 2006, Tina Knowles décide, avec la collaboration de Beyoncé, de créer sa propre marque de vêtements nommée House of Deréon. La ligne de vêtements tire ses influences de la scène hip-hop d'aujourd'hui mais également de la mode des années 1970, années qui ont vu grandir Tina Knowles, ainsi que des années 1940 au cours desquelles Agnéz Deréon (DeRouen), sa mère, était couturière.
Solange Knowles, a été impliquée dans de nombreux projets de House of Deréon mais aussi choisie comme modèle dans des publicités.

## Vie privée
Tina rencontre Mathew Knowles au milieu des années 1970 et ils se marient en 1979, ou en 1980. Ensemble, ils ont eu deux filles, les chanteuses R'n'B Beyoncé et Solange Knowles, qui sont toutes les deux managées par leur père. Le 11 novembre 2009, Tina Knowles fait une demande de divorce à l'encontre de son mari, laquelle a été rejetée en 2010 lorsque les deux parties ne se sont pas présentées au tribunal. Le divorce est finalisé en 2011.
En 2013, Tina Knowles retrouve un vieil ami, l'acteur Richard Lawson ; ils se marient deux ans plus tard.